# 자크 뒤필로

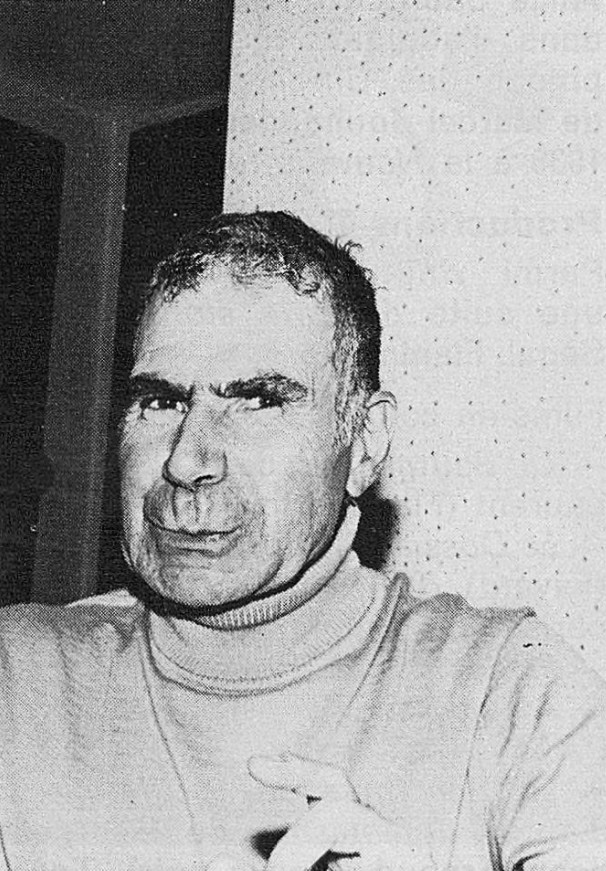
자크 뒤필로

자크 뒤필로(프랑스어: Jacques Dufilho, 1914년 2월 19일 ~ 2005년 8월 28일)는 프랑스의 영화배우이다. 베글에서 태어났다.

## 영화
- 저 높은 곳, 구름 위의 한 왕 (2003년)
- 와인이 흐르는 강 (1999년)
- 인생이란 무엇인가? (1999년)
- 뱀 (1989년)
- 나쁜 아들 (1980, Un mauvais fils)
- 노스페라투 (1979년)
- 북 치는 게 (1977년)
- 사왕일후 (1974년)
- 크레이지 보이 (1971년)
- 단추 전쟁 (1962, La Guerre des boutons)
- 지하철의 소녀 (1960년) - 그리두 역
- 맥심 (1958년)
- 노틀담의 꼽추 (1956년)